# میدوری کینوچی
میدوری کینوچی (انگلیسی: Midori Kinouchi؛ زادهٔ ۱۰ ژوئن ۱۹۵۷) بازیگر، و خواننده اهل ژاپن است.